# منگلیسم
منگلیسم (به انگلیسی: Mongolism) و الفاظ مشابه آن در اشاره به نوع خاصی از معلولیت ذهنی مرتبط با یک اختلال ژنتیکی که امروزه بیشتر به آن سندرم داون گفته می‌شود به کار رفته‌اند. به استفاده از این الفاظ تا حد زیادی پایان داده شده چرا که تبعات آن در ارتباط با کسانی که این اختلال را دارند توهین آمیز و گمراه کننده است.دلیل استفاده از لفظ منگولیسم یا منگول به خاطر شباهت چهره افراد دارای سندروم داون با چهره ی مغولی(در زبان انگلیسی به مغول،مونگول mongolian می گویند)هست ، همچون چشم بادامی که در هردو مشاهده می شود